# Kathy Hanley
Kathy Hanley (* 8. Dezember 1952) ist eine ehemalige US-amerikanische Beachvolleyballspielerin.

## Karriere
Ihren ersten Parks and Recreation (P&R) Titel gewann die damals 22-Jährige bei ihrer ersten Turnierteilnahme. In Santa Barbara siegte sie mit Robin Irvin, mit der sie nur dieses eine Mal zusammen antrat. In der Folge kamen 19 Titel für Hanley hinzu, darunter die Weltmeisterschaft 1982 mit Kathy Gregory. Die US-Amerikanerinnen standen insgesamt 21 Mal auf der gleichen Seite des Netzes. Dabei gewannen sie elf weitere Siege sowie fünf Silber- und zwei Bronzemedaillen. Je zwei erste Plätze gelangen mit Ann McCampbell, Diane Sebastian und Anna Prousalis. Mit Letzterer belegte Hanley bei der AVP Serie 1986 in Clearwater den dritten und in  Fort Lauderdale den zweiten Rang sowie den vierten Platz bei der P&R WM. Eine Saison später erkämpfte sie mit Elaine Roque noch einmal bei einem Event dieser Organisation die oberste Stufe des Podests. 1988 erreichten die beiden das Finale der Women’s Professional Volleyball Association (WPVA) in Santa Monica. Dies war gleichzeitig die letzte Platzierung in den Medaillenrängen für Kate Hanley. Mit verschiedenen Partnerinnen kamen bis einschließlich 1991 noch einige Top-Ten-Ergebnisse hinzu, bevor die Sportlerin 1993 in Manhattan Beach ihre Karriere beendete. Vier Jahre später wurde sie in die CBVA Beachvolleyball Hall of Fame aufgenommen.

## Ehrungen
1997: Aufnahme in die CBVA Beachvolleyball Hall of Fame